# Soul Asylum
Soul Asylum é uma banda de rock alternativo formada em Minneapolis, Minnesota, Estados Unidos, em 1983.
Tudo começou em 1981, com Dan Murphy, Dave Pirner, Karl Mueller e Pat Morley. Morley foi mais tarde substituído por Grant Young, em 1984. A banda gravou três discos com a gravadora Twin/Tone Records e dois com a A&M Records, tendo atingido pouco sucesso. Contudo, em 1992, a banda lançou o álbum que atingiu a dupla platina, Grave Dancers Union, que conseguiu ganhar um Grammy Award pelo single "Runaway Train". Conseguiram igualmente atingir mais um disco platina com o álbum Let Your Dim Light Shine três anos mais tarde, mas acabou por ser o último álbum com os membros originais da banda, porque Karl Mueller foi diagnosticado um cancro, em 2004, o que levou a banda a realizar um concerto de beneficência. Porém, ele faleceu um ano mais tarde, tendo não resisitido à doença. No final de 2007 a banda continuava a realizar concertos.

## História
A banda era uma versão de uma antiga banda, Loud Fast Rule, formada em 1981 pelo baterista Dave Pirner, o guitarrista e vocal de apoio Dan Murphy, e o baixista Karl Mueller. Pirner foi rapidamente para vocalista principal e guitarrista, enquanto Pat Morley tomou o seu lugar. Soul Asylum começou a atuar nos arredores de Minneapolis, tendo rapidamente sido conhecidos pelos seus concertos dinâmicos e energéticos.
No seu álbum de estreia de 1984, Say What You Will... Everything Can Happen foi originalmente lançado em LP e cassete pela gravadora local, a Twin/Tone. Acabou por não serem feitas muitas cópias, mas acabou por ser lançado em CD com o nome de Say What You Will, Clarence...Karl Sold the Truck, que incluía cinco faixas adicionais que tinham sido tiradas do álbum original. Entre o lançamento deste e o segundo álbum, Grant Young juntou-se ao grupo, ficando com o lugar na bateria que pertencia a Morley. Em 1986, Soul Asylum lançou três álbuns, Made To Be Broken, seguido do lançamento apenas em cassete de Time's Incinerator e de While You Were Out. Apesar da crítica local e internacional, eles mantinham-se desconhecidos para o público dos Estados Unidos.
A banda assinou contrato com a gravadora A&M Records em 1988. Pouco tempo depois de lançarem o seu primeiro álbum pela A&M, foi lançado igualmente o último disco pela gravadora Twin/Tone, a especulação instalou-se ao afirmarem que este disco iria arruinar as sua hipótese de carreira de sucesso com a A&M. O álbum foi chamado de Clam Dip & Other Delights de 1989, sendo uma paródia à A&M Records para o co-fundador Herb Alpert e para o seu disco Whipped Cream & Other Delights.
Após tocar diversos concertos acústicos no início dos anos 90, a banda escolheu a gravadora Columbia Records. Em 1992 lançaram Grave Dancers Union, que acabou por se tornar o seu maior sucesso. No ano seguinte,  Soul Asylum receberam um Grammy para a melhor canção rock, pelo single "Runaway Train" (1993). Este single apresentava fotografias e nomes de crianças desaparecidas por todo o país. No final do vídeo, Pirner aparece dizendo "Se você viu algumas dessas crianças, ou é alguma delas, por favor ligue para esse número".
Antes do lançamento do próximo disco, o baterista Grant Young foi despedido e substituído por Sterling Campbell. Campbell tinha participado na percussão do álbum Grave Dancers Union, tendo de fato realizado mais de metade do trabalho de bateria do disco. No álbum seguinte, Let Your Dim Light Shine, a faixa "Misery" atingiu o Top 20, mas o álbum em si não conseguiu atingir o sucesso do anterior. Em 1997 a banda atuou num concerto de beneficência no Dakota do Norte, para estudantes que perderam grande parte dos seus haveres nas inundações do Rio Red em 1997. Algumas da músicas tocadas nesse concerto foram mais tarde editadas em After the Flood: Live from the Grand Forks Prom, June 28, 1997 em 2004. A banda lançou no ano seguinte Candy from a Stranger. O disco teve pouco sucesso e acabaram por romper contrato com a gravadora Columbia Records.
Dave Pirner tornou-se num grande amigo de Kevin Smith, um fã da banda de há muito tempo. A banda tinha contribuído na música de três filmes de Kevin, Clerks, Clerks II, e Chasing Amy.
Em Maio de 2004, foi diagnosticado ao baixista Karl Mueller um cancro na garganta tendo entrado em tratamento. Já em Outubro do mesmo ano foi realizado um concerto para ajudá-lo, tendo participado algumas banda e músicos, incluindo Soul Asylum, os Gear Daddies, Paul Westerberg, e antigos membros de Hüsker Dü, Bob Mould e Grant Hart, tendo conseguido angariar 50 mil dólares. Na altura a doença de Mueller estava estacionária, tendo mesmo atuado com os seus companheiros. Mueller gravou o seu último disco com a banda, lançado em 2006, The Silver Lining (álbum). Seria o primeiro disco com faixas novas em oito anos, desde Candy from a Stranger. Contudo, mais tarde a doença voltara e Mueller não resistiu, tendo morrido em sua casa a 17 de Junho de 2005.
Em finais de 2005, o ex-baixista de Replacements e atual baixista dos Guns N' Roses Tommy Stinson e o antigo baterista de Prince Michael Bland, juntaram-se num tributo a Karl Mueller.
Nos anos recentes, a banda continuou produzindo discos por gravadoras menores. Foram lançados Delayed Reaction em 2012, Change Of Fortune em 2016 e Hurry Up And Wait em 2020. Foi neste ano aliás, que o vocalista lançou um livro, chamado de Loud Fast Words explicando todas as letras que compôs ao longo de quase quatro décadas. Com a quarentena imposta pela pandemia do Coronavirús, Dave Pirner e o atual guitarrista Ryan Smith tocaram mais de 100 músicas autorais ao longo de apresentações virtuais que foram chamadas de Quarantine Sessions. Em outubro, o grupo ainda lançou o EP acústico Born Free e organizou dois shows com ingressos pagos que foram adquiridos pelos fãs na internet.

## Discografia
| - Say What You Will, Clarence...Karl Sold the Truck (1984) - Made to Be Broken (1986) - While You Were Out (1986) - Time's Incinerator (1986) - Hang Time (1988) - And the Horse They Rode in On (1990) - Grave Dancers Union (1992) - Let Your Dim Light Shine (1995) - Candy from a Stranger (1998) - The Silver Lining (álbum) (2006) - Delayed Reaction (2012) - Change Of Fortune (2016) - Hurry Up And Wait (2020) | - Black Gold: The Best of Soul Asylum (2000) - Closer to the Stars: Best of the Twin/Tone Years (2006) - Welcome to the Minority – The A&M Years 1988-1991 (2007) - Playlist: The Very Best of Soul Asylum (2011) - After the Flood: Live from the Grand Forks Prom, June 28, 1997 (2004) - Clam Dip & Other Delights (1989) - No Fun Intended (2013) - Born Free (2020) |